# Matthias Wallner
Matthias Wallner (* 8. Mai 1975) ist ein ehemaliger österreichischer Skispringer.
Wallner gehörte ab 1992 zum österreichischen Kader des neu geschaffenen Skisprung-Continental-Cup. Da er bereits in der ersten Saison 1992/93 mit 49 Punkten den 18. Platz in der Gesamtwertung belegen konnte, u. a. nach einem Sieg am 13. März 1993 in Oberhof, und mit 425 Punkten in der Gesamtwertung der Saison 1993/94 auf Platz 6 landete, gab er am 6. Januar 1994 sein Debüt im Skisprung-Weltcup. Beim Dreikönigsspringen in Bischofshofen sprang er dabei auf den 47. Platz. Drei Tage später gelang ihm in Murau mit dem 9. Platz erstmals der Sprung unter die besten zehn. Zudem gewann er dadurch seine ersten Weltcup-Punkte und erreichte damit auch seine höchste Einzelplatzierung seiner Karriere im Skisprung-Weltcup.
Am 23. Januar 1994 stellte Wallner den Schanzenrekord im letzten Continental-Cup-Springen auf der Copper-Peak-Flugschanze in Ironwood mit 158 m auf, den sein Landsmann Werner Schuster am selben Tag einstellte. Beide halten diesen Schanzenrekord noch heute, da die Schanze nach dem Springen stillgelegt wurde. Wallner gewann den Wettkampf vor Schuster und Frode Håre.
In den folgenden Jahren landete er immer wieder innerhalb der Punkteränge. Podiumsplatzierungen oder Siege erreichte er jedoch nicht. Seine beste Saison war die Weltcup-Saison 1995/96, in der er in der Weltcup-Gesamtwertung den 50. Platz belegte und in der Sprung-Wertung den 45. Platz. Zwei Jahre später war er im Continental Cup erneut erfolgreich. Zur Saison 1997/98 konnte er dort mit dem 5. Rang in der Gesamtwertung sein bestes Ergebnis in dieser Serie erreichen. In seiner letzten Saison konnte er jedoch keine weiteren Erfolge mehr erreichen und beendete 1999 nach dem Abschluss der Saison im Continental- und im Weltcup seine aktive Skisprungkarriere.
Matthias Wallner lebt noch immer in St. Johann in Tirol, wo er als Rauchfangkehrer arbeitet.